# Uropterygius xenodontus
Uropterygius xenodontus és una espècie de peix de la família dels murènids i de l'ordre dels anguil·liformes.

## Morfologia
Els mascles poden assolir els 53 cm de longitud total.

## Distribució geogràfica
Es troba al Mar del Corall, a la Samoa Nord-americana i les Illes Marshall.